# Payégou
Payégou est une commune rurale située dans le département de Fada N'Gourma de la province du Gourma dans la région de l'Est au Burkina Faso.

## Géographie
Payégou est situé à 23 km au Sud-Est de Fada N'Gourma, chef-lieu du département, de la province et capitale de la région, et à 8 km à l'Est de Kikidéni et de la route nationale 18.

## Santé et éducation
Le centre de soins le plus proche de Payégou est le centre de santé et de promotion sociale (CSPS) de Nagaré.